# نیروی استراتژیک موشکی سلطنتی سعودی
نیروی استراتژیک موشکی سلطنتی سعودی (به عربی: قوات الصواريخ الإستراتيجية الملكية السعودية) پنجمین شاخه نیروهای مسلح عربستان سعودی است که مسئولیت به‌کارگیری موشک‌های استراتژیک دوربرد این کشور را به عهده دارد.

## موشک‌ها
| مدل   | تصویر | کشور | تعداد   | جزئیات |
| ----- | ----- | ---- | ------- | --- |
| DF-3  |       | چین  | ۳۰–۱۲۰  | دارای کلاهک غیرهسته ای ۲۱۵۰ کیلوگرمی با برد تا ۴۰۰۰ کیلومتر. تعداد ۳۰ تا ۱۲۰ فروند موشک به همراه ۹ تا ۱۲ عدد پرتابگر در سال ۱۹۸۸ از چین خریداری شد که اولین بار در سال ۲۰۱۴ به‌طور عمومی نمایش داده شد. |
| DF-21 |       | چین  | نامعلوم | پس از مشخص شدن ناکارآمدی موشک‌های DF-3A در جنگ خلیج فارس به خاطر دقت بسیار پایین آن‌ها که مناسب کلاهک هسته ای است، سعودی‌ها در سال ۲۰۰۸ با کسب موافقت CIA اقدام به خرید موشک‌های دقیق تر DF-21 با دقت ۳۰ متر کردند. به گفته مجله نیوزویک، اعلام جزئیات این قرارداد از طرف آن‌ها احتمالاً به خاطر بازدارندگی مقابل ایران بوده‌است. |